# Пая бразильська
Па́я бразильська (Cyanocorax cristatellus) — вид горобцеподібних птахів родини воронових (Corvidae). Мешкає в Південній Америці.

## Опис

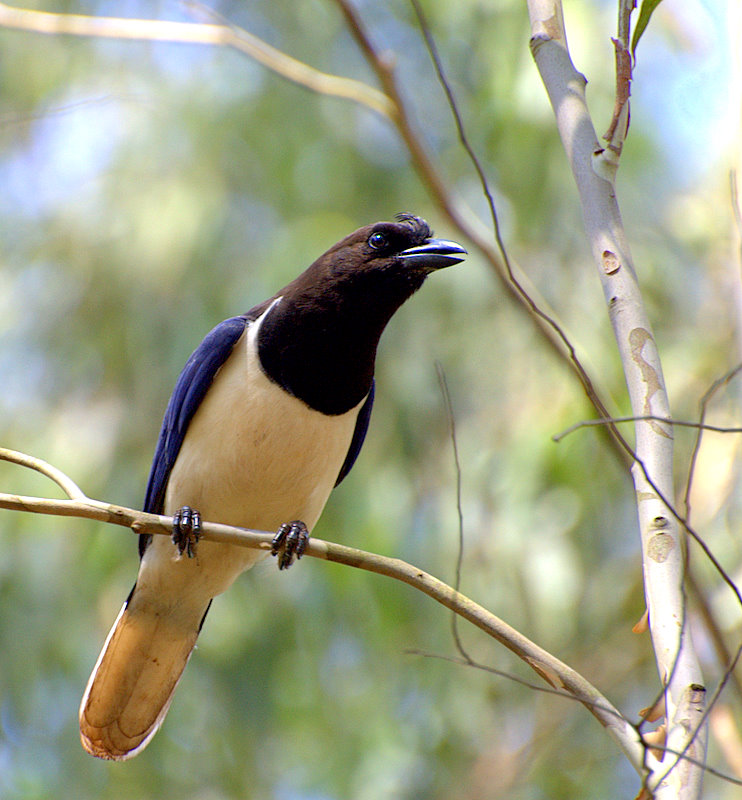
Бразильська пая

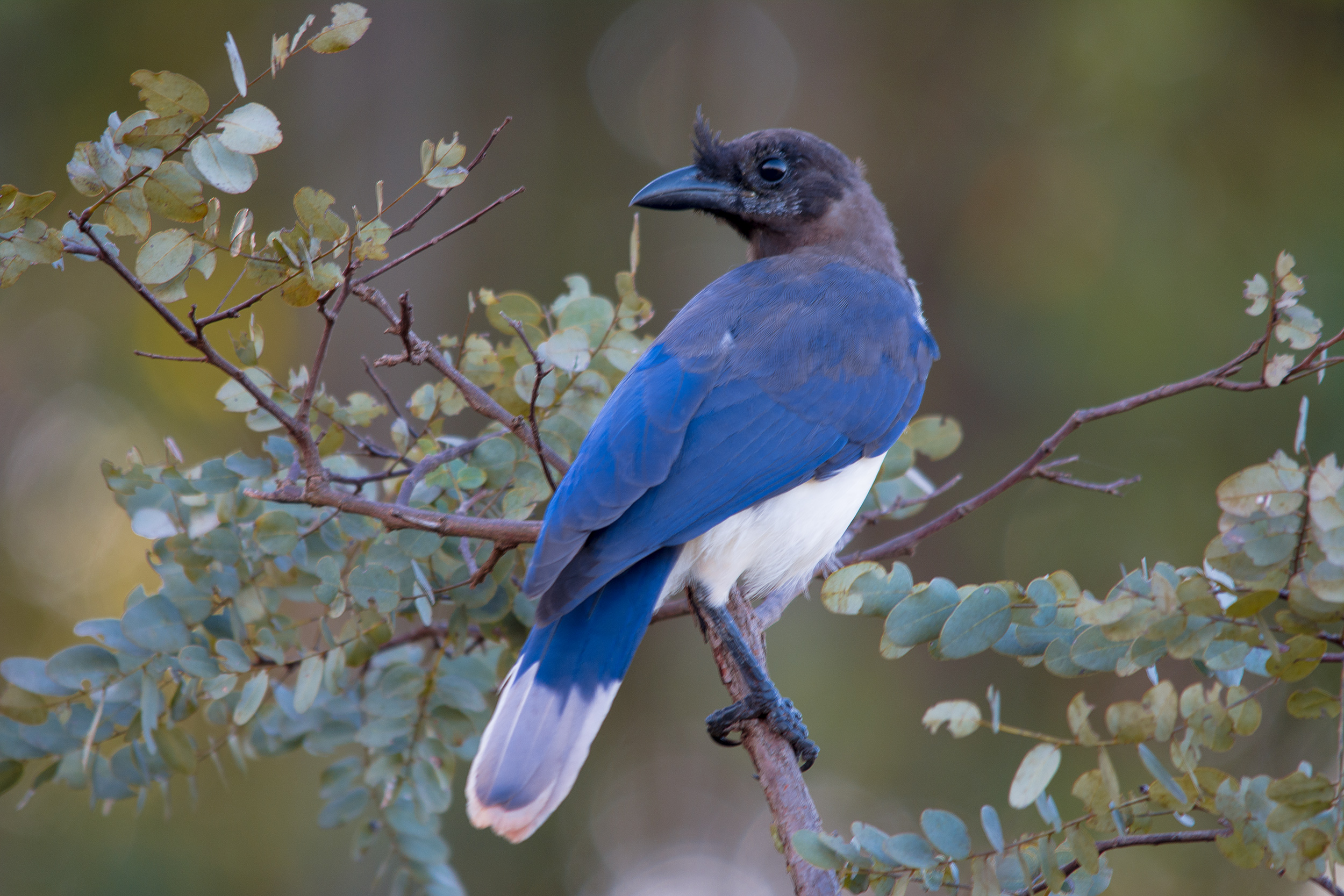
Бразильська пая

Довжина птаха становить 35 см, вага 178 г. Голова, шия і верхня частина грудей чорні з фіолетовим відблиском. Спина, крила, надхвістя і верхня частина хвоста лазурово-сині, решта тіла біла. На лобі помітний чуб, направлений назад, більш виражений у самців. Очі темно-карі, дзьоб і лапи чорні.

## Поширення і екологія
Бразильські паї мешкають в Бразилії (від Пари, Піауї, Мараньяна і західної Баїї до Мату-Гросу-ду-Сул і північної Парани), а також на сході Болівії і Парагваю. Вони живуть у саванах серрадо і сухих тропічних лісах. Віддають перевагу лісистим місцевостям і галявинам, пророслим чагарниками. Зустрічаються сімейними зграйками по 6—12 птахів, на висоті від 150 до 1100 м над рівнем моря. Бразильські паї є всеїдними птахами, їх раціон на 47 % складається з комах, на 40 % з плодів, ягід і насіння, на 12 з нектару і на 1 % з дрібних хребетних.
Бразильські паї є моногамними птахами. Сезон розмноження у них триває з вересня по березень. Гніздо має чашоподібну форму, робиться з переплетених гілок і рослинних волокон, будується парою птахів. У кладці 5—6 яєць. Інкубаційний період триває 18—20 днів, пташенята покидають гніздо через 24 дні після вилуплення. Бразильським паям притаманний колективний догляд за пташенятами, в якому беруть участь Усі члени зграї.